# Пенджаб

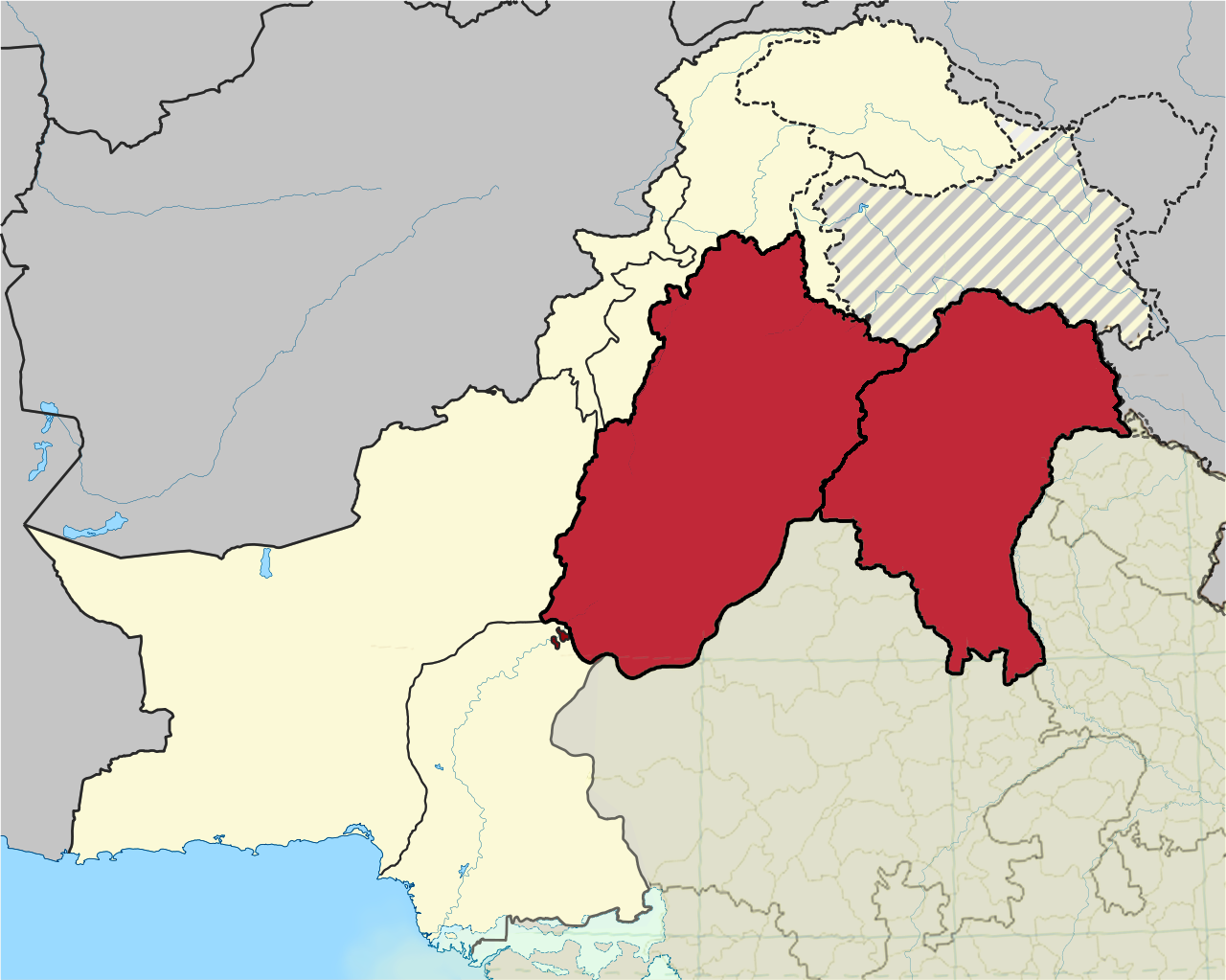
Пенджаб

Пенджаб (Панджаб; «Пятиречье», на санскрите Панчанада, в.-пандж. ਪੰਜਾਬ ਖੇਤਰ) — название намывной равнины площадью 100 тыс. км². в поймах рек Джелам, Чинаб, Рави, Биас и Сатледж. Эти пять особо почитаемых в индуизме рек вместе с Индом (Синдху) и Сарасвати составляют Семиречье, упоминаемое в Ведах. Основное население — пенджабцы, преобладающий язык — пенджабский. Помимо ислама и индуизма, в регионе традиционно распространён сикхизм.
Пенджаб известен своей богатой историей. На заре истории человечества в долинах пяти рек сформировалась Индская цивилизация. Эпос «Махабхарата» (содержащий в себе «Бхагавадгиту») помещает на Пенджабской равнине битву Пандавов и Кауравов. Ислам окончательно возобладал в Пенджабе над индуизмом после победы Мухаммада Гури над местным правителем дома Прхавираджа в 1192 году.
Из Пенджаба началось распространение на всю Индию власти Великих Моголов. При них главным городом Пенджаба становится Лахор. После смерти императора Аурангзеба власть в Пенджабе захватили сикхи, считавшие своим учителем Нанака. В 1849 году британский генерал-губернатор маркиз Дальхузи аннексировал Пенджаб и преобразовал его в британскую провинцию.
В 1947 году в ходе раздела Британской Индии 40 % территорий Пенджаба остались в Индии и составили одноимённый штат Пенджаб, а также штаты Харьяна и Химачал-Прадеш в составе Индийского Союза. Город Чандигарх, столицу штатов Пенджаб и Харьяна проектировал приглашённый из Европы архитектор Ле Корбюзье. Западные области Пенджаба с Лахором вошли в состав государства Пакистан, где из них были образованы отдельная провинция и федеральная столичная территория со столицей Исламабадом.